# The World

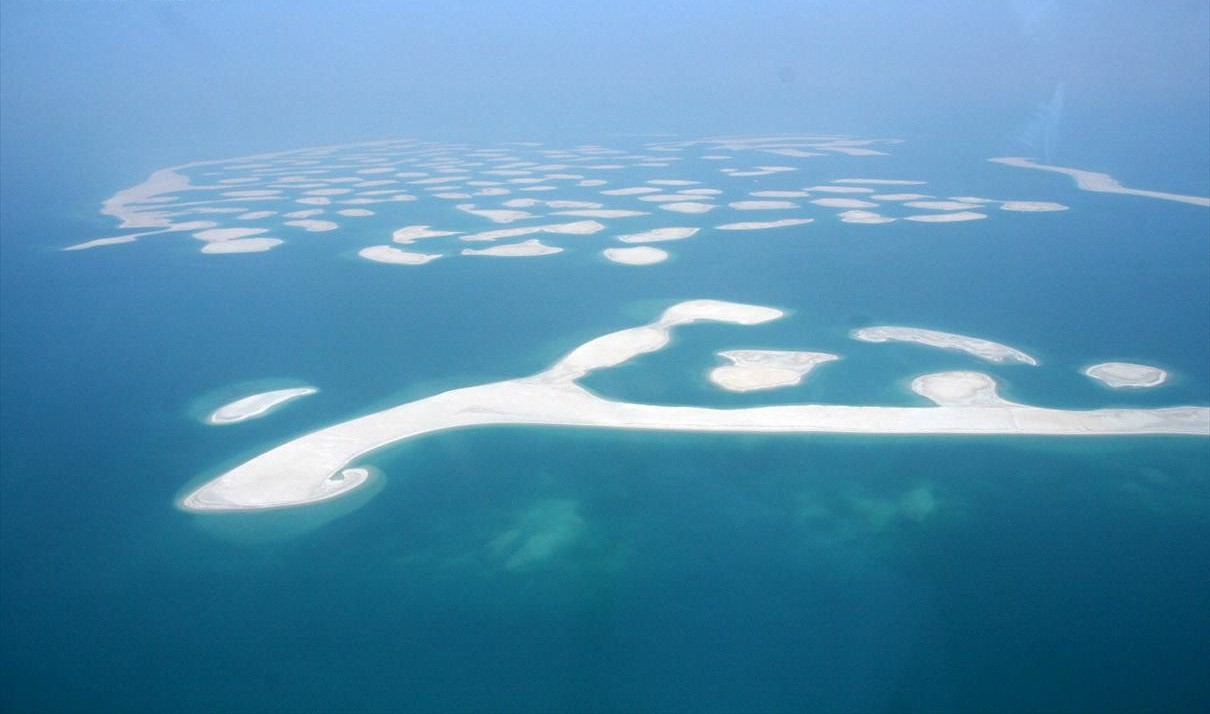
Stav 18. října 2007

Souostroví The World (česky Souostroví Svět) je skupina uměle vybudovaných ostrovů nacházejících se v Perském zálivu 4 kilometry od pobřeží Dubaje. Po plánovaném dokončení v roce 2009 mělo souostroví čítat 250 – 300 ostrovů, které budou uspořádány do tvaru všech světových kontinentů. Náklady na vybudování tohoto projektu, který je inspirován jiným uměle vybudovaným souostrovím nacházejícím se rovněž v Dubaji - Palm Islands, jsou odhadovány na 1,8 miliardy dolarů. Investorem je firma Nakheel Properties.  

## Charakteristika projektu

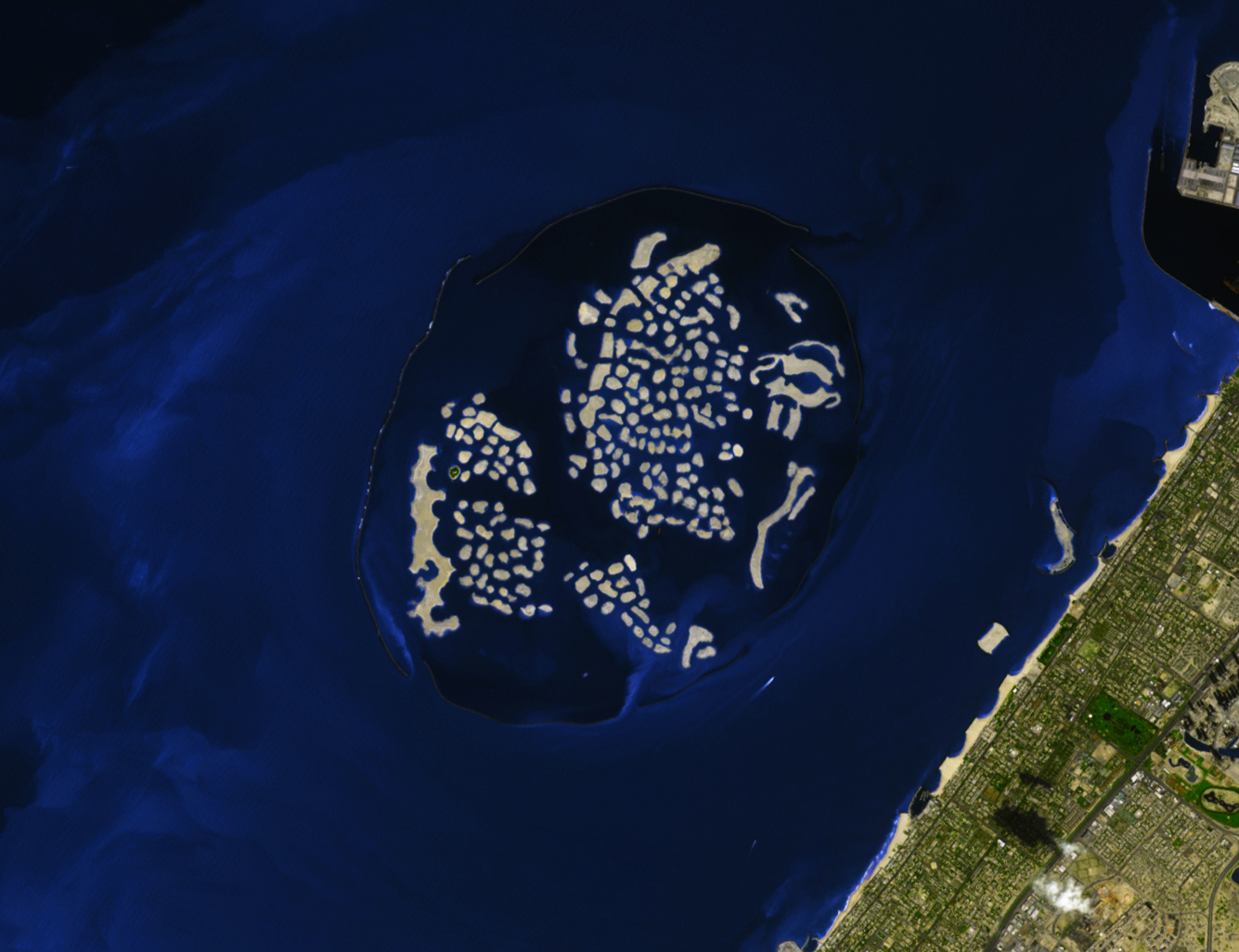
Satelitní snímek

Velikost jednotlivých ostrovů je plánována na 23 226 m² až 83 613 m², od sebe budou odděleny vždy 50 až 100 metry vody. Celé souostroví bude na délku měřit 9 km a na šířku pak 6 km. Mezi ostrovy nejsou plánovány žádné mosty, jediným způsobem dopravy bude loď nebo vrtulník. Cena prodávaných ostrovů bude začínat na 6,85 milionech dolarů, v průměru se však bude pohybovat okolo 25 milionů.

## Vývoj výstavby
V listopadu 2009 se projevily těžkosti vyplývající z globálního ekonomického propadu. Práce se na ostrovech zcela zastavila. Jediné, co se ještě dokončilo, jsou vlnolamy a z 300 ostrovů je zastavěný jen jeden modelový. Pokud se práce na těchto ostrovech neobnoví a nebude jejich konstrukce posílena, sklouznou po čase pod hladinu moře a stane se z nich pouze hromada písku na dně Perského zálivu. Vlnolam okolo souostroví tento proces zpomaluje a díky tomu, že je vytvořený z kamení, bude i po poklesu písečných ostrovů varovat okolní lodě před nebezpečím.